# MTV Unplugged: VAMPS
『MTV Unplugged: VAMPS』（エムティーヴィー アンプラグド ヴァンプス）は日本のロックユニット、VAMPSのライヴビデオ。2016年6月29日発売。発売元はユニバーサルミュージック内のレーベル、Virgin Music。

## 解説
前作『VAMPS LIVE 2015 BLOODSUCKERS』以来約半年ぶり10作目となる映像作品のリリース。
本作品は、VAMPSが2016年1月19日に出演した音楽専門チャンネル・MTVジャパンが企画するアコースティックライヴ番組『MTVアンプラグド』の公開収録の模様を収めたライヴビデオである。本作には、放送されなかった2曲を含む計11曲をライヴ演奏している模様が収められている。まこの企画ライヴでは、ヴァンパイアの夜会を彷彿させるゴシック、ホラーの世界観をイメージしたステージセットが設けられ、ストリングスのカルテットをはじめとする総勢12名のミュージシャンが参加している。演奏された楽曲は、アンプラグドというテーマを踏まえ、3人の編曲家によるアコースティックテイストのリアレンジがなされている。
HYDE曰く、MTVアンプラグドからの出演オファーは2015年11月頃にあったという。HYDEはオファーを快諾した経緯について「ちょうどアポカリプティカが僕らのツアーのゲストアクトで来日してる時期だったしね。彼らと一緒に「SIN IN JUSTICE」っていう曲を作ったんですけどMVは撮ってなかったので、この機会に一緒に演奏して映像として残しておくのは悪くないなと」と語っており、「こういう機会をもらわなかったら、きっとやらなかった」と述べている。
また、この企画ライヴにはアポカリプティカの他に、Charaがゲストとして招聘されている。そして、アポカリプティカとは2015年に発表したコラボレーション楽曲「SIN IN JUSTICE」をセッションし、Charaとは同氏の楽曲「ミルク」をデュエットしている。HYDEは公演後に受けたインタビューの中で、今回Charaに出演を依頼した理由について「女性とデュエットしたいなと思って、自分の好きな人がいいなと思って、声を掛けさせてもらいました」と述べている。また、hydeはCharaの楽曲で惹かれる点について「言葉を楽器にしてるところ、ですかね。そこは僕もすごく真似したいところなんですよ。しかも、そうでありながらも歌詞がちゃんと響いてくるっていうのがすごくいいなって。文章としての意味はわからなくても、なんか突き刺さるなっていうところが大好きですね。もちろんメロディも」と語っている。
フィジカルはBlu-ray Disc及びDVDの2種類で発売されており、Blu-ray版は初回限定盤（BD＋CD）と通常盤（BD）の2形態、DVD版はと初回限定盤（DVD＋CD）の1形態でリリースされた。初回限定盤にはリハーサルの模様や、当日の楽屋風景、参加ゲストたちのコメントを集めたドキュメンタリー映像が収録されている他、ライヴ音源を収めたSHM-CDが付属している。

## 収録曲
1. SAMSARA
2. MY FIRST LAST
3. JESUS CHRIST
4. SWEET VANILLA
5. DAMNED
6. VAMPIRE'S LOVE
7. MILK (with Chara)
8. DEVIL SIDE
9. SIN IN JUSTICE (with Apocalyptica)
10. FAITH
11. GHOST

- 初回限定盤：MTV Unplugged: VAMPS DOCUMENTARY

## 初回限定盤付属CD
『MTV Unplugged： VAMPS』
| #   | タイトル           | 作詞 | 作曲・編曲 |
| --- | ------------------ | ---- | ---------- |
| 1.  | 「SAMSARA」        |      |            |
| 2.  | 「MY FIRST LAST」  |      |            |
| 3.  | 「JESUS CHRIST」   |      |            |
| 4.  | 「SWEET VANILLA」  |      |            |
| 5.  | 「DAMNED」         |      |            |
| 6.  | 「VAMPIRE'S LOVE」 |      |            |
| 7.  | 「MILK」           |      |            |
| 8.  | 「DEVIL SIDE」     |      |            |
| 9.  | 「SIN IN JUSTICE」 |      |            |
| 10. | 「FAITH」          |      |            |
| 11. | 「GHOST」          |      |            |